# Walter Riccomi
Walter Riccomi (Montecarlo, 18 de gener de 1950) va ser un ciclista italià, que fou professional entre 1973 i 1979. Com a ciclista amateur va prendre part en els Jocs Olímpics d'Estiu de 1972, on fou quaranta-novè en la prova en ruta del programa de ciclisme. Com a professional guanyà el Gran Premi Ciutat de Camaiore i el Gran Premi de la Indústria i el Comerç de Prato de 1976 i finalitzà tres vegades entre els deu primers al Giro d'Itàlia i una al Tour de França.

## Palmarès
- 1975
  - Vencedor d'una etapa al Tour del Mediterrani
- 1976
  - 1r al Gran Premi Ciutat de Camaiore
  - 1r al Gran Premi de la Indústria i el Comerç de Prato
  - 1r a Castiglione del Lago
- 1977
  - 1r al Gran Premi d'Aix-en-Provence

### Resultats al Giro d'Itàlia
- 1973. 24è de la classificació general
- 1974. 15è de la classificació general
- 1975. 7è de la classificació general
- 1976. 9è de la classificació general
- 1977. 7è de la classificació general
- 1978. 21è de la classificació general
- 1979. 46è de la classificació general

### Resultats al Tour de França
- 1976. 5è de la classificació general